# Julien-Simon Brodeau d'Oiseville
Pour les articles homonymes, voir Brodeau.
Julien-Simon Brodeau, seigneur d'Oiseville, né le	7 août 1665, est un magistrat et traducteur français.

## Biographie
Petit-fils de Julien Brodeau et neveu de Thierry Beschefer, Julien-Simon Brodeau d'Oiseville est le fils aîné de Julien Brodeau (mort en 1702), sieur de Moncharville, conseiller honoraire de la grande chambre du parlement de Paris, et de Madeleine Beschefer. Il est le frère de Pierre-Julien Brodeau de Moncharville. Il épouse Marie-Philippe de Rancher, dame de Montaugé et de Monceau, fille de Jean Baptiste de Rancher, sieur du Mardereau, et de Louise Le Maye.
Il est successivement conseiller au parlement de Metz et au parlement de Paris, lieutenant général au présidial de Tours, conseiller au Conseil souverain de Roussillon.
Il est l'auteur d'une traduction du Céleste divorce, ou la Séparation de Jésus-Christ d'avec l'Église romaine son épouse à cause de ses dissolutions, de Ferrante Pallavicino, parue en 1664.

## Pour approfondir